# Römer + Römer

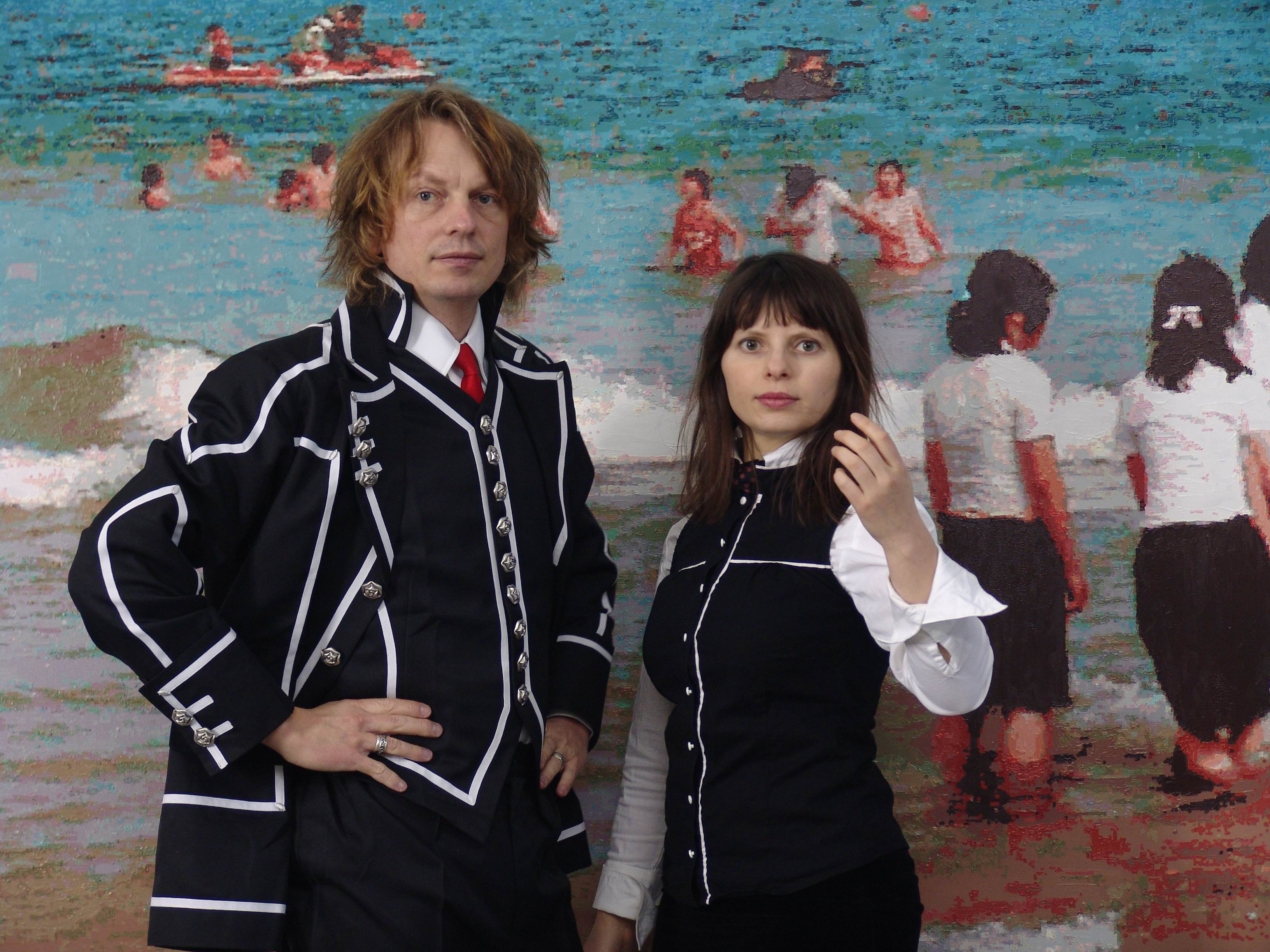
Selfie degli artisti Römer + Römer, 2010

Römer + Römer, pseudonimo di Torsten Römer (Aquisgrana 1986), e 
Nina Tangian (Mosca, 1978) sono una coppia di artisti tedesco-russi che vive e lavora a Berlino, in Germania..

## Biografia
Torsten Römer è nato ad Aquisgrana nel 1986, ha studiato pittura all'Accademia die belle Arti die Münster con Udo Scheel e all'Accademia die belle Arti die Düsseldorf con Rissa Siegfried Anzinger, Helmut Federle e A. R. Penck.
Nel 1996 Torsten Römer ha ricevuto una borsa di studio dal Kunstverein di Düsseldorf.
Nina Römer è nata nel 1978 come Nina Tangian a Mosca, Russia. È la nipote dello scrittore sovietico Yuri Walentinowitsch Trifonow e la pronipote del pittore ucraino-russo-sovietico Amshey Nurenberg. Ha studiato pittura all'Staatliche Kunstakademie (Accademia statale d'arte) di Düsseldorf con AR Penck
Nina e Torsten Römer si sono conosciuti mentre studiavano pittura a Düsseldorf, entrambi studenti di A. R. Penck. Lavorano insieme ai loro progetti artistici con il nome di Römer + Römer dal 1998 e vivono e lavorano a Berlino dal 2000. Nel 2011 sono stati insigniti del premio speciale del Premio Lucas Cranach della città di Kronach, in Germania. Nina e Torsten collaborano dal 1998.

## Lavori

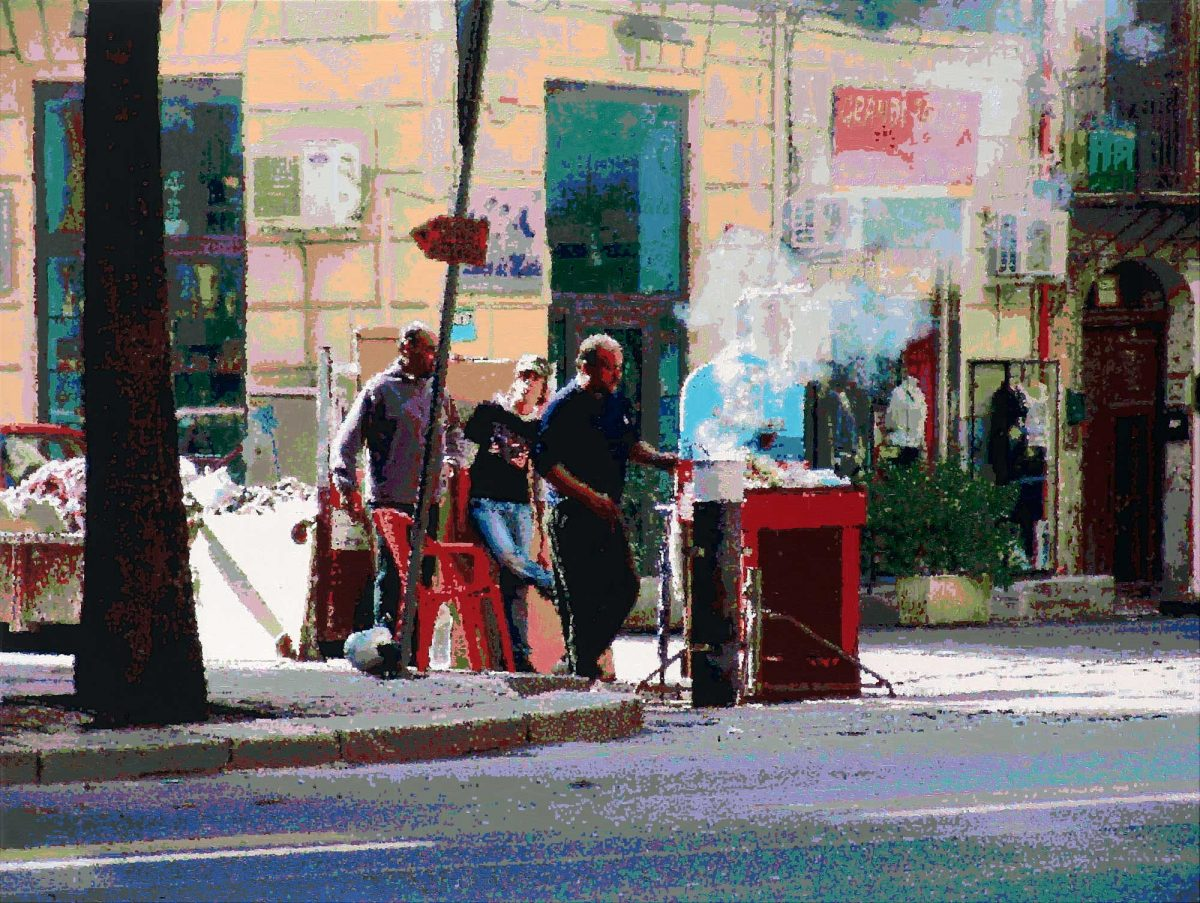
Maroni Grill in Palermo, 2008

Il lavoro di Römer + Römer include pittura, fotografia, arte digitale, incisione e performance; curano anche mostre.La riflessione sull´immagine digitale e la tecnica pittorica caratterizza tutta la loro opera, Römer+ Römer trasferiscono le fotografie autoprodotte su tele di grande formati attraverso un lungo processo di astrazione.
La coppia scompone i soggetti da loro scelti sulla tela in aree di colore e migliaia di punti dipinti, che si combinano per formare un'immagine nitida agli occhi di chi guarda da una certa distanza. Più ci si avvicina all'opera, più persone e oggetti si perdono nel gioco astratto dei colori. L'immagine che appare realistica si rivela un'illusione.
In contrasto con il puntinismo impressionista, i pixel colorati possono essere interpretati come un riferimento al flusso digitale di immagini nell'era del selfie.
Nel 1998 Römer + Römer hanno avviato il progetto a lungo termine, che è durato fino al 2006 ed è stato realizzato principalmente nei bunker. I riferimenti storici e politici sono spesso temi per i loro progetti. Ad esempio, la mostra di Berlino ´Der Freie Wille` (2005) si svolge nel ventesimo anniversario di Glasnost con un discorso di apertura di Mikhail Gorbachev e HA KYROPT! (Alle terme!) - Russian Art Today 2004 nella Kunsthalle di Baden-Baden stabilisce rapporti con gli ospiti russi delle terme dell'era zarista.
Römer + Römer non analizzano la storia, ma la ricostruiscono con mezzi estetici. Sono di particolare interesse i cicli di quadri Café Bistro Capital, Barefoot You Can't Go In Here e Sense of Life dove la coppia accompagnata dallo spirito di ottimismo e di cambiamento tipico di Berlino, offre una visione della vita urbana e dell'atteggiamento delle giovani generazioni nei confronti della vita.
Inspirandosi agli attacchi terroristici dell'11 settembre 2001, Römer + Römer hanno sperimentato la pittura, la grafica, la serigrafia e l'incisione nel loro progetto Infinite Justice con il logo della NATO, la scrittura araba del Corano, l'emblema della Bundeswehr ei loro autoritratti. indossando burqa fantasy appositamente realizzati per loro.Una performance tematicamente corrispondente si svolge a Berlino, Düsseldorf, Torino, Miami e Vladivostok.
Römer + Römer hanno conquistato un pubblico più ampio nel 2003/2004 con la loro esibizione di baci tedesco-russi. Perseguono il tema dell'amore anche in altri progetti, come il cubo interattivo che hanno costruito chiamato Blind Date Adam & Eve Lottery.
Dal 2008 si sono concentrati su motivi,che catturano in modo sottile durante I loro viaggi attraverso l'Asia, il Sud America, il Nord Africa, il Medio Oriente, la Russia e vari paesi europei.
Si integrano nelle peculiarità dei vari contesti sociali per formulare idee sul mondo globalizzato e per implementarle nella pittura.
Vengono create una serie di opere di grande formato, tramite Cosplay a Pechino (2009),
il ciclo 50 Views of Mount Fuji Views from the Train (2009) Giappone
(The Flood, 2010) come omaggio a Katsushika Hokusai e Utagawa Hiroshige, sulla città portuale di Busan in Corea del Sud; il Banlieues di Parigi (2010), Israele (2011) e il Gay Pride di Brighton, Inghilterra (2011).
Nel 2013 a seguito di un viaggio di ricerca in Brasile viene creata la serie di lavori Sambódromo (2013) ispirati al carnevale di Rio de Janeiro, che mostra ballerini e attori in costume prima della loro apparizione nell'area dello stadio, il Concentraçao
Tra il 2013 e il 2016 la coppia Römer + Römer si occupa del festival musicale Fusion, che si svolge ogni anno in un ex aeroporto militare sovietico nel Meclemburgo-Pomerania occidentale.
Nelle loro immagini riflettono la comunità temporanea in uno stato di emergenza collettivo, che gli stessi organizzatori Kulturkosmos e.V. chiamano comunismo festivo.
Nel 2017 la coppia di artisti si recherà nel deserto del Nevada, negli Stati Uniti, per fare ricerche fotografiche sul leggendario Burning Man Festival.
Produzioni di fuoco, luci e LED, installazioni bizzarre,`Burns`e feste nel mezzo della città effimera di Black Rock City diventano il fulcro dell´estetica pittorica

## Mostre (selezione)
- Burning Man - Electric Sky, Haus am Lützowplatz, Berlino (2019)[3]
- Faccia a faccia - Gesichter der Sammlung Hense, Kunsthalle Hense, Gescher (2018)
- Sturmhöhen [Cime tempestose], Schafhof - Europäischen Künstlerhaus Oberbayern, Freising (2018)
- ¿Qué dices?, Espronceda, Barcellona (2017)[4]
- Generalstreik, Kunstverein Münsterland, Coesfeld (2017)[5]
- Kiss - From Rodin to Bob Dylan, Bröhan-Museum, Berlino (2017)
- Wilhelm-Morgner-Preis Ausstellung, Museo Wilhelm Morgner, Soest (2017)
- Party Sträflinge, Kunstverein Kunstkreis Hameln (2016)[6]
- 56ª Biennale arte di Venezia, Padiglione di Mauritius (2015)[7]
- Criceto - Hipster - Pratico. Sono Bann des Mobiltelefons , Museum Angewandte Kunst, Francoforte a. M. (2015)
- Party-Löwe, Freight & Volume, New York (2014)[8]
- Alles für Alle, Richard-Haizmann-Museum, Niebüll (2014)
- Faccia a faccia, Zhan Zhou International Center of Contemporary Art di Pechino (2013)
- Sambódromo, Galerie Michael Schultz, Berlino (2013)[9]
- Punkt-Systeme - Vom Pointillismus zum Pixel, Wilhelm-Hack-Museum, Ludwigshafen (2012)
- Megacool 4.0 - Jugend und Kunst, Künstlerhaus Vienna, Vienna (2012)
- Menschenbilder - Der internationale Lucas-Cranach-Preis, Cranach-Foundation, Wittenberg (2012)
- Biennale of Contemporary Art, DO ARK Underground, Konjic (2011)
- Pride in Brighton, Galerie Michael Schultz, Berlino (2011)
- O tu mir das nicht an!, Kunsthalle Rostock (2010/2011)[10]
- Lotta per la libertà, Gwangju Art Museum, Gwangju (2010)
- Inter-cool 3.0 - Jugend Bild Medien, Hartware MedienKunstVerein, Dortmund (2010)
- Die Flut, Galerie Michael Schultz, Berlino (2010)
- Basato su una storia vera, Today Art Museum, Pechino (2009)
- Gemeinsam in Bewegung - Zeitgenössische Kunst aus Deutschland und China, Wuhan Art Museum, Wuhan (2009)
- seconda vita a Pechino, Galerie Mathias Kampl, Monaco (2009)
- Terrorista n. 1, Kunstverein Heidelberg (2009)[11]
- "BIENNALE DI EMERGENZA Cecenia / Bialystok" e "BIENNALE DI EMERGENZA Cecenia / Tour mondiale", Grozny (2008 e 2006)
- Auf dem Weg ins Licht: Werke aus der Sammlung de Knecht, Kunsthalle Rostock (2007/2008)
- Sense of Life, Hyundai Gallery, Seoul (2007)
- HA KYPOPT!, Kunsthalle Baden-Baden (2004)[12]
- Paradise - International Forum of Art Initiatives, Neue Manege, Mosca (2004)
- Festival internazionale delle nuove tecnologie nell'arte contemporanea, Centro di arti visive di San Pietroburgo, San Pietroburgo (2003)
- Biennale di Liverpool, Liverpool (2002)
- Big Torino, Biennale di Torino, Torino (2002)

## Pubblicazioni

### Progetto artistico M ° A ° I ° S
- M ° A ° I ° S 2 - Der Tod, Berlino 2001
- M ° A ° I ° S 4 - Il buono e il cattivo, Berlino 2003
- M ° A ° I ° S 5 - Paradies, Berlino 2004
- M ° A ° I ° S 6 - Der freie Wille, Berlino 2005

## Fonti
- Peter Funken, Römer + Römer. Meer der Freundschaft, Prestel : Munich et al. 2011,ISBN 978-3791345086 .
- Gerhard Charles Rump, Rekonstruktionen. Positionen zeitgenössischer Kunst, B&S Siebenhaar: Berlino, 2010,ISBN 978-3936962369
- Mathias Winzen e Georgy Nikitsch (Hgg.), HA KYPOPT! Russische Kunst Heute, Colonia 2004,ISBN 978-3879098354